# Genista haenseleri
Genista haenseleri är en ärtväxtart som beskrevs av Pierre Edmond Boissier. Genista haenseleri ingår i släktet ginster, och familjen ärtväxter. Inga underarter finns listade i Catalogue of Life.